# Paleoxanthopsidae
Famille
Les Paleoxanthopsidae forment une famille éteinte de crabes. Elle comprend onze espèces dans huit genres connus du Crétacé à l'Éocène.

## Liste des genres
- † Jakobsenius Schweitzer, 2005
- † Lobulata Schweitzer, Feldmann & Gingerich, 2004
- † Palaeoxantho Bishop, 1986
- † Palaeoxanthopsis Beurlen, 1958
- † Paraverrucoides Schweitzer, 2003
- † Remia Schweitzer, 2003
- † Rocacarcinus Schweitzer, 2005
- † Verrucoides Vega, Cosma, Coutiño, Feldmann, Nyborg, Schweitzer & Waugh, 2001

## Référence
- (en) Schweitzer, 2003 : Utility of proxy characters for classification of fossils: an example from the fossil Xanthoidea (Crustacea: Decapoda: Brachyura). Journal of Paleontology, vol. 77, p. 1107–1128.

## Sources
- (en) Ng, Guinot & Davie, 2008 : Systema Brachyurorum: Part I. An annotated checklist of extant brachyuran crabs of the world. Raffles Bulletin of Zoology Supplement, n. 17, p. 1–286.
- (en) De Grave & al., 2009 : A Classification of Living and Fossil Genera of Decapod Crustaceans. Raffles Bulletin of Zoology Supplement, n. 21, p. 1-109.